# Vermicella snelli
Vermicella snelli är en ormart som beskrevs av Storr 1968. Vermicella snelli ingår i släktet Vermicella och familjen giftsnokar och underfamiljen havsormar. IUCN kategoriserar arten globalt som livskraftig. Inga underarter finns listade i Catalogue of Life.
Arten förekommer i delstaten Western Australia i Australien. Den vistas i gräsmarker. Vermicella snelli jagar andra ormar av familjen Typhlopidae. Den lever främst underjordisk men under nätter med mycket regn kan den vistas på marken. Honor lägger ägg.